# Mercedes-Benz Classe SL
La Classe SL est un coupé/cabriolet sportif du constructeur automobile allemand Mercedes-Benz qui devient un coupé cabriolet à toit rigide en 2001. La dénomination SL provient de Sport Leicht (sport léger en allemand). Née en 1952 avec la 300 SL, la Classe SL s'est illustrée en compétition, en remportant notamment la course Panamericana, et ses succès ont contribué à la notoriété du modèle.

## Résumé des SL
| W 198     | W 121 B2  | W 113     | R 107     | R 107     | R 107     | R 129     | R 230                  | R 231                 | R 232     |
| --------- | --------- | --------- | --------- | --------- | --------- | --------- | ---------------------- | --------------------- | --------- |
| 1954-1963 | 1955-1963 | 1963-1971 | 1971-1980 | 1980-1985 | 1985-1989 | 1989-2001 | 2001-2013              | 2012-2021             | 2021-     |
| 300 SL    | 190 SL    | 230 SL    | 280 SL    | 280 SL    | 300 SL    | 280 SL    | SL 280                 | SL 350 BlueEFFICIENCY | SL 63 AMG |
|           |           | 250 SL    | 350 SL    | 380 SL    | 420 SL    | 300 SL    | SL 300                 | SL 500 BlueEFFICIENCY |           |
|           |           | 280 SL    | 450 SL    | 500 SL    | 500 SL    | 300 SL-24 | SL 350                 | SL 63 AMG             |           |
|           |           |           |           |           | 560 SL    | 320 SL    | SL 500                 | SL 65 AMG             |           |
|           |           |           |           |           |           | 500 SL    | SL 55 AMG              |                       |           |
|           |           |           |           |           |           | 600 SL    | SL 600                 |                       |           |
|           |           |           |           |           |           | SL 73 AMG | SL 63 AMG              |                       |           |
|           |           |           |           |           |           |           | SL 65 AMG              |                       |           |
|           |           |           |           |           |           |           | SL 65 AMG Black Series |                       |           |

## Mercedes-Benz Classe SL W198(1954-1963)
La Mercedes-Benz W198, plus connue sous le nom de "300 SL", est un modèle d'automobiles à deux places coupé et cabriolet du constructeur allemand.
Dessinée par Friedrich Geiger, elle est considérée par beaucoup d'amateurs comme la plus belle voiture de l'histoire.

## Mercedes-Benz Classe SL W121 BII ou R121(1955-1963)
La Mercedes 190 SL est une automobile Mercedes-Benz à deux places coupé et cabriolet construite parallèlement à la Mercedes 300SL de 1955 à 1963.

## Mercedes-Benz Classe SL W113(1963-1971)
Les Mercedes-Benz SL « Pagode », présentées dans les années 60 et dessinées par le Français Paul Bracq, alors à l'œuvre dans les bureaux de design de Stuttgart, possédaient encore un zeste de sportivité. Avec son six en ligne de 2,8 litres, le 280 SL affichait des performances et comportement presque sportif et affichait surtout un remarquable compromis entre le confort et le sport.

### Gammes
- 230 SL
- 250 SL
- 280 SL
- Pagode SLX

## Mercedes-Benz Classe SL R107(1971-1987)
En 1971, Mercedes-Benz lance la SL type R107. Fini le toit Pagode, mais la SL possède toujours son hard-top, véritable marque de fabrique des SL.
La SL type R107 est produite à Sindelfingen, en Allemagne.
La plate-forme de la SL type R107 est inédite, mais ses suspensions proviennent de la berline W114. Le design de cette SL a été réalisé par le centre de style Mercedes-Benz dirigé par Friedrich Geiger.
Plusieurs acteurs s'affichent dans les films ou les séries TV au volant d'une SL type R107 : Bobby Ewing dans Dallas, Richard Gere dans American Gigolo, Jonathan Hart dans Pour l'amour du risque, et même Eddie Murphy, dans le premier opus du Flic de Beverly Hills.

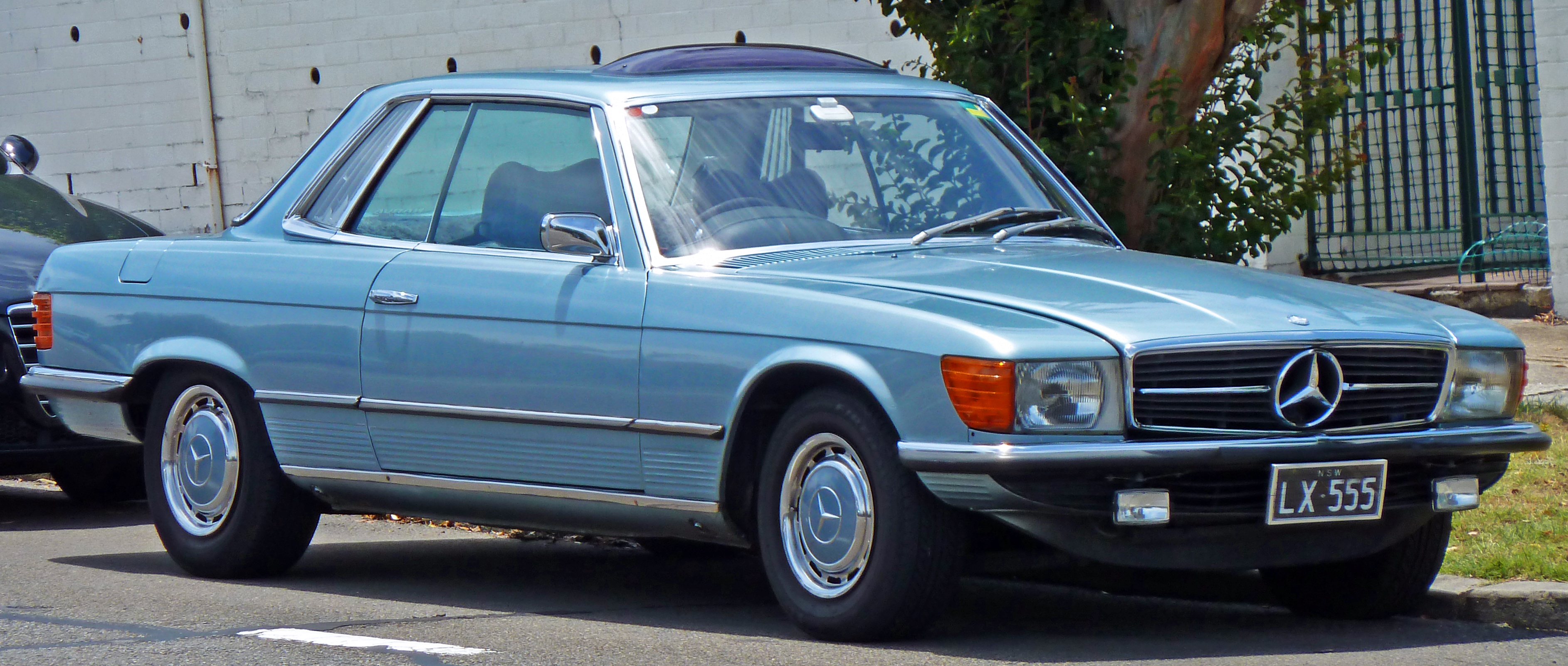
350SLC coupe

Durant ses 18 années de carrière, la SL type R107 se sera vendue à près de 240 000 exemplaires, dont près de 60 % aux États-Unis.

### Historique
Mercedes-Benz lance la SL type R107 en avril 1971, avec la version nommée 350SL. La même année, une version coupé, la SLC, sera également lancée ; elle recevra la même motorisation que la SL. Jusqu'à sa fin de production, en 1981, la SLC recevra les mêmes modifications que la SL.
En mars 1973, au salon de Genève, une nouvelle version, nommée 450SL, est présentée puis entre en production.
Une nouvelle version, la 280SL, est commercialisée à partir de juillet 1974.
La SL type R107 reçoit une injection mécanique Bosch K-Jetronic au lieu de l'injection électronique en 1976.
La gamme de la SL est remaniée en 1980, avec le remplacement de la 350SL par la 380SL, et de la 450SL par la 500SL.
Au début des années 1980, la SL type R107 reçoit des équipements alors considérés comme étant « à la pointe » : l'ABS et l'airbag.
En septembre 1981, la SL reçoit de nouvelles améliorations avec la modification des moteurs et des transmissions. Cela a pour but de réduire la consommation du véhicule. La même année, la production de la version coupé SLC est stoppée.
Après 14 années de carrière, la SL type R107 est restylée à l'occasion du salon de Francfort, en septembre 1985. En Europe, la 280SL est remplacée par la 300SL et la 380SL par la 420SL. Les modèles 380SL nord-américains, japonais et australiens sont aussi remplacés, mais par un modèle différent, la 560SL. Ce restylage permet à la SL d'arborer un nouveau spoiler à l'avant, ainsi que de nouvelles roues de 15 pouces.

La production de la SL type R107 s'arrête en août 1989,.

### Production R 107
| Année  | 1970 | 1971 | 1972  | 1973  | 1974 | 1975 | 1976 | 1977  | 1978 | 1979  | 1980  | 1981  | 1982  | 1983  | 1984  | 1985  | 1986 | 1987 | 1988 | 1989 | total  |
| ------ | ---- | ---- | ----- | ----- | ---- | ---- | ---- | ----- | ---- | ----- | ----- | ----- | ----- | ----- | ----- | ----- | ---- | ---- | ---- | ---- | ------ |
| 280 SL | 0    | 0    | 0     | 0     | 297  | 1020 | 1099 | 1347  | 1536 | 2155  | 2429  | 2628  | 3165  | 3393  | 3529  | 2838  | 0    | 0    | 0    | 0    | 25436  |
| 300 SL | 0    | 0    | 0     | 0     | 0    | 0    | 0    | 0     | 0    | 0     | 0     | 0     | 0     | 0     | 0     | 1356  |      |      |      |      | 13742  |
| 350 SL | 3    | 4802 | 4778  | 1647  | 574  | 390  | 540  | 650   | 743  | 934   | 243   | 0     | 0     | 0     | 0     | 0     | 0    | 0    | 0    | 0    | 15304  |
| 380 SL | 0    | 0    | 0     | 0     | 0    | 0    | 0    | 0     | 0    | 0     | 3347  | 9470  | 9926  | 11198 | 11115 | 8144  | 0    | 0    | 0    | 0    | 53200  |
| 420 SL | 0    | 0    | 0     | 0     | 0    | 0    | 0    | 0     | 0    | 0     | 0     | 0     | 0     | 0     | 0     | 215   |      |      |      |      | 2148   |
| 450 SL | 0    | 2131 | 7473  | 8654  | 6093 | 6011 | 6625 | 8110  | 7434 | 8184  | 5583  | 0     | 0     | 0     | 0     | 0     | 0    | 0    | 0    | 0    | 66298  |
| 500 SL | 0    | 0    | 0     | 0     | 0    | 0    | 0    | 0     | 0    | 0     | 501   | 899   | 1297  | 1563  | 1793  | 2719  |      |      |      |      | 11812  |
| 560 SL | 0    | 0    | 0     | 0     | 0    | 0    | 0    | 0     | 0    | 0     | 0     | 0     | 0     | 0     | 0     | 3907  |      |      |      |      | 49347  |
| total  | 3    | 6939 | 12251 | 10301 | 6964 | 7421 | 8264 | 10107 | 9713 | 11273 | 12103 | 12997 | 14388 | 16154 | 16437 | 19179 |      |      |      |      | 237287 |

## Mercedes-Benz Classe SL R129(1989-2001)
Dans la gamme Mercedes, les SL représentent un peu l'aboutissement et le savoir-faire de toute la marque. En allemand, « SL = "Sport Leicht" » signifie littéralement Sport Léger. Pourtant le temps et les exigences tant de la sécurité que de la clientèle ont évolué et l'esprit de la première SL série W194 de 1952 est bien loin. Bruno Sacco, le responsable du design chez Mercedes-Benz, et son équipe, se sont penchés sur le berceau du nouveau SL série R 129. Elle a été dévoilée au Salon de Genève 1989, et les premières livraisons ont été effectuées en mai 1989, aux États-Unis et en Europe. Contrairement à la génération précédente qui montrait une différence esthétique considérable entre les modèles destinés aux marchés Nord-Américain et Européen, la R129 est pratiquement similaire pour les deux, hormis la forme de la plaque d'immatriculation arrière (carré pour les États-Unis, rectangulaire pour l'Europe). C'est la dernière SL de série à posséder des panneaux de porte ajustés à la main, et sa qualité de fabrication est particulièrement élevée pour une voiture de production. Elle fut la première voiture au monde à arceau de sécurité escamotable, se dépliant automatiquement dès que l'auto atteint une certaine inclinaison.

## Mercedes-Benz Classe SL R230(2001-2013)
Au sein de la gamme Mercedes-Benz, la Classe SL est un roadster proche de la Classe S (W220) tant par ses prestations techniques que par son tarif. La SL R230 utilise le toit rigide escamotable Vario-roof, similaire à celui introduit 5 ans plus tôt sur la Mercedes SLK R170.
La Mercedes-Benz SL R230 est commercialisée pendant douze ans avec trois gammes différentes.

### SL Phase I (2001-2006)

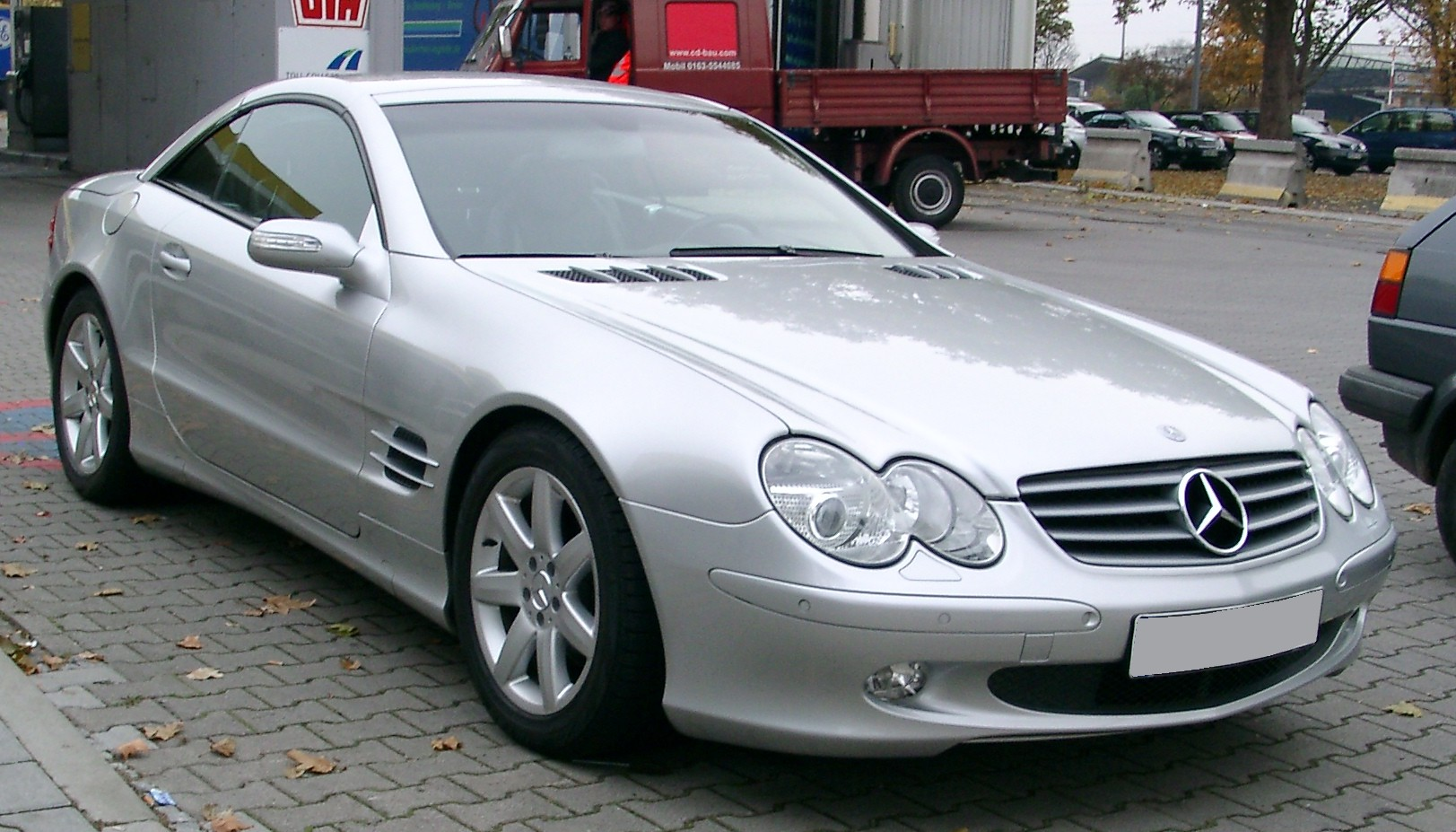
SL Phase I - 2001

L'un des traits saillants de ce modèle, et qui l'était déjà sur la précédente génération, s'exprime dans le contenu technologique embarqué. Notons, en particulier, le système Sensotronic Brake Control (SBC) assurant une gestion électronique des freins.

#### Motorisation
- Moteur de base.
  - SL 350 : dispose d'un moteur V6 affichant une puissance nominale de 245 ch (boîte automatique 5 vitesses) et lui permettant d'effectuer le 0 à 100 km/h en 7,2 secondes.
- Autres moteurs disponibles (amélioration de la disposition, la puissance et l'accélération de 0 à 100 km/h).
  - SL 500 : V8, 5 litres, 306 ch, 6,3 s (2002)
  - SL 600 : V12, 6 litres biturbo, 500 ch, 4,7 s (2003)
- Gammes AMG.
  - SL 55 AMG : V8, 5,5 litres compressé, 476 ch (2002) puis 500 ch, 4,7 s (2004). Une version 030, plus connue sous l'appellation pack performance, offrait de meilleures qualités dynamiques et était pourvue d'une bride électronique à 300km/h, au lieu de 250km/h.
  - SL 65 AMG : V12, 6 litres biturbo, 612 ch, 4,2 s (2004). Ce modèle permet à Mercedes d'offrir le roadster de série le plus puissant jamais conçu. Il s'agit, par ailleurs, du moteur de la Maybach 57S.

### SL Phase II (2006-2008)

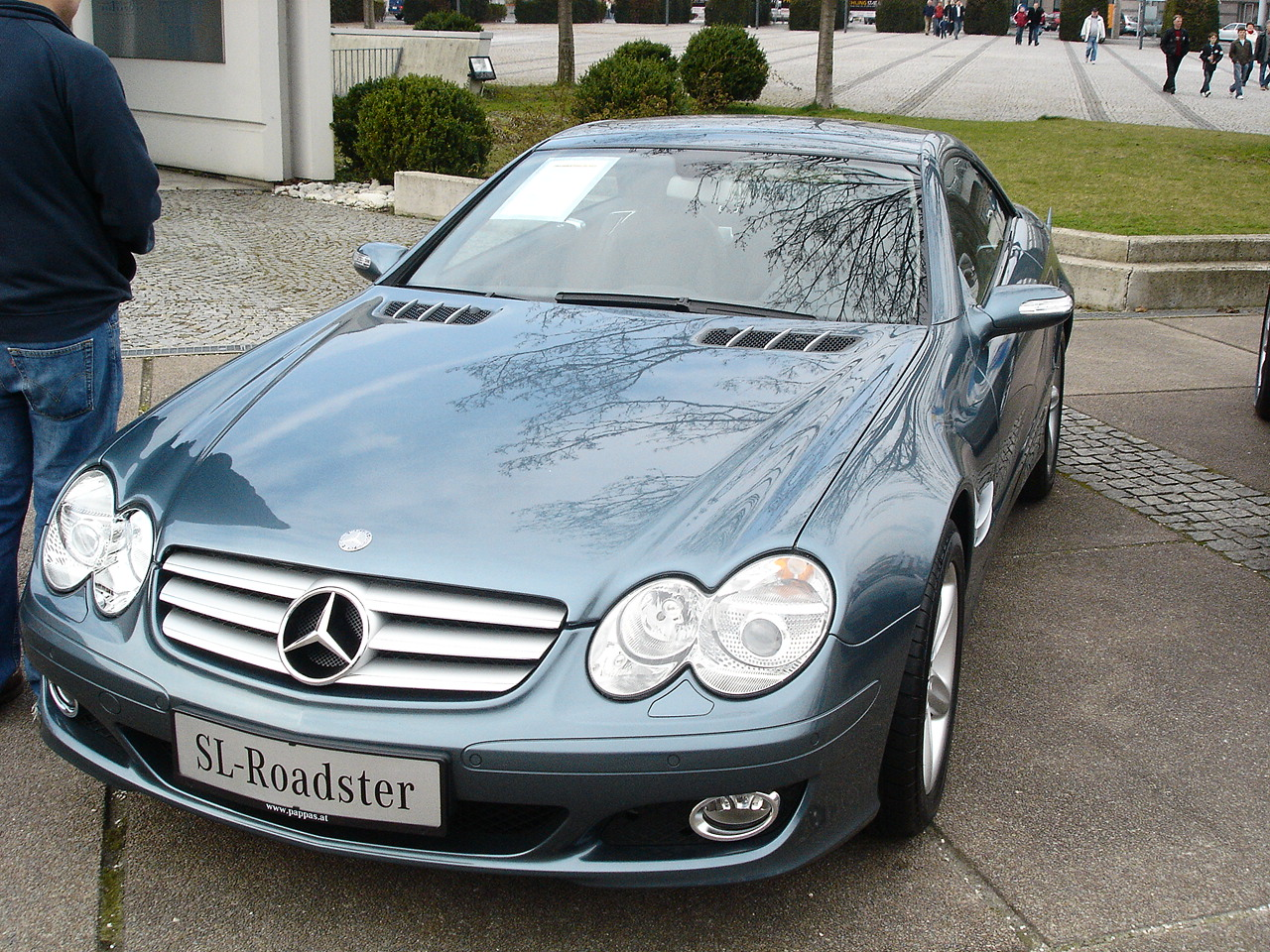
SL Phase II - 2006

La Classe SL profite d'un restylage en 2006. Outre quelques modifications esthétiques, les puissances sont augmentées.

#### Motorisation
- Moteur de base.
  - SL 350 : 272 ch (+ 27 ch), 6,6 s (- 0,6 s), boîte auto. 7 rapports. Bloc inauguré sur le roadster SLK.
- Autres moteurs disponibles.
  - SL 500 : 388 ch, (+ 82 ch), 5,4 s (- 0,9 s)
  - SL 600 : 517 ch (+ 17 ch), 4,5 s (- 0,2 s)
- Gammes AMG.
  - SL 55 AMG : 517 ch (+17), 4,5 s (- 0,2 s).
  - SL 65 AMG le V12 biturbo AMG reste inchangé.

Tous les modèles, hormis ceux du pack performance, sont électroniquement limités à 250 km/h. Aucun diesel n'est commercialisé et la transmission se fait seulement par boîte automatique 5 ou 7 vitesses et aux roues arrière. Paradoxalement, celles à 7 rapports, 7G-Tronic semi-séquentielle et auto-adaptative, équipent uniquement, et pour le moment, les SL 350 et 500. Ceci s'explique par le fait que le couple, trop important sur les autres modèles, n'est supporté que par la boîte à 5 vitesses, baptisée Speedshift au volant chez AMG.

#### Anecdote
Steve Jobs a longtemps roulé en SL. Sa dernière auto a été une SL 55 AMG couleur Argent Iridium. Particularité : il roulait sans plaque minéralogique[réf. nécessaire].

### SL Phase III (2008 - 2011)

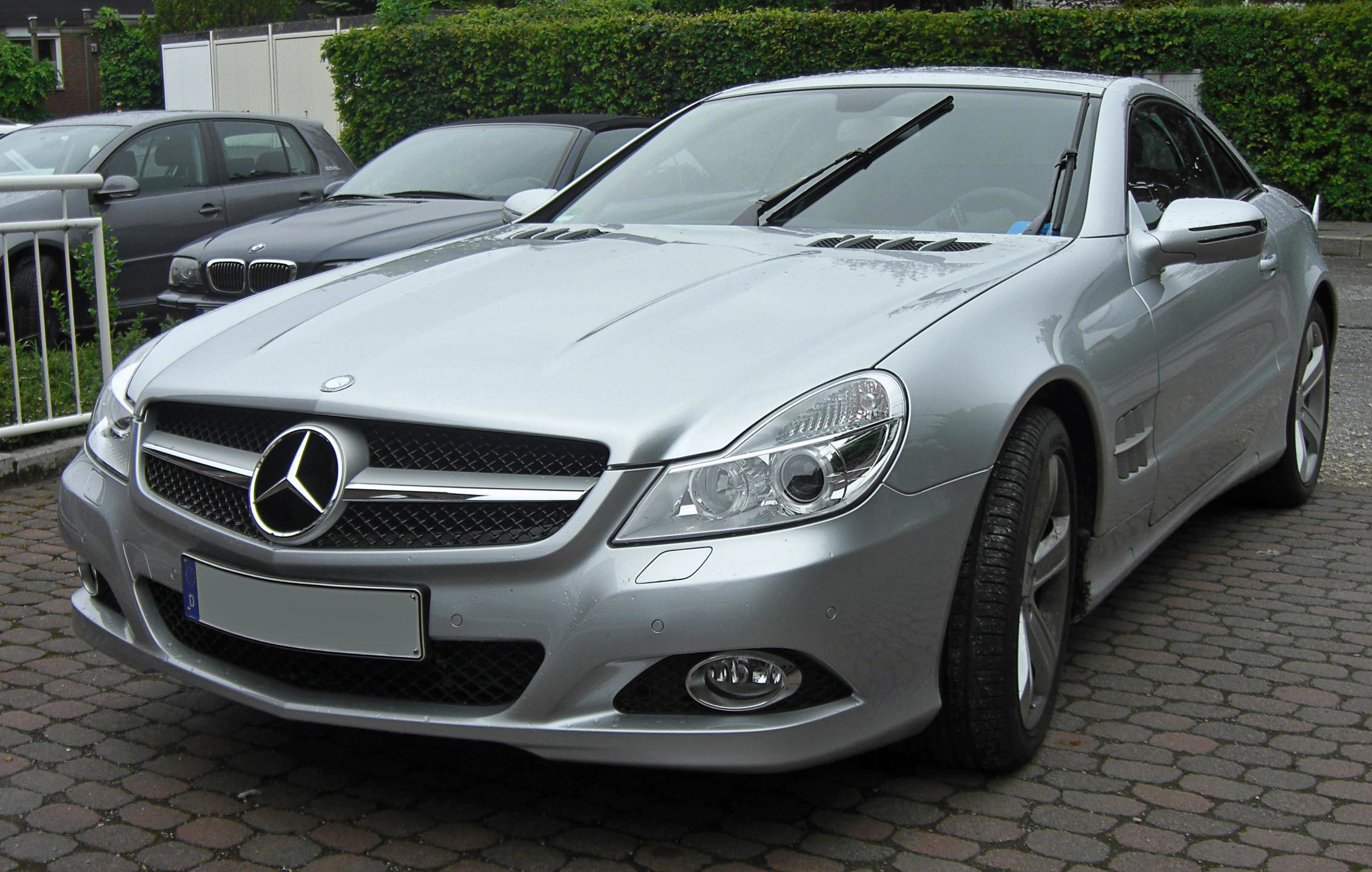
SL Phase III - 2008

Au printemps 2008, la SL est retouchée pour la deuxième fois. Les optiques avant sont alors entièrement redessinées et la calandre n'arbore plus qu'une seule baguette de chrome.
Lors de ce deuxième restylage un plus petit moteur essence fait son apparition ; il s'agit de la SL 280 avec un V6 3 litres de 231 ch. Le SL 350 gagne 43 ch et consomme maintenant moins de 10 l aux 100 km.
La version SL 55 AMG est remplacée par une SL 63 AMG avec le V8 6,2 litres de 525 ch déjà connu sous le capot de presque l'ensemble des modèles Mercedes.

#### Motorisation
- Moteurs de base.
  - SL 280 : V6, 3 litres, 231 ch.
  - SL 350 : V6, 3,5 litres, 315 ch.
- Autres moteurs disponibles.
  - SL 500 : V8, 5,5 litres, 388 ch.
  - SL 600 : V12, 5,5 litres, bi-turbo 517 ch.
- Gammes AMG.
  - SL 63 AMG : V8, 6,2 litres, 525 ch.
  - SL 65 AMG : V12, 6 litres, bi-turbo 612 ch.
  - SL 65 AMG Black Series : V12, 6 litres, bi-turbo 670 ch.

### Galerie photos R230

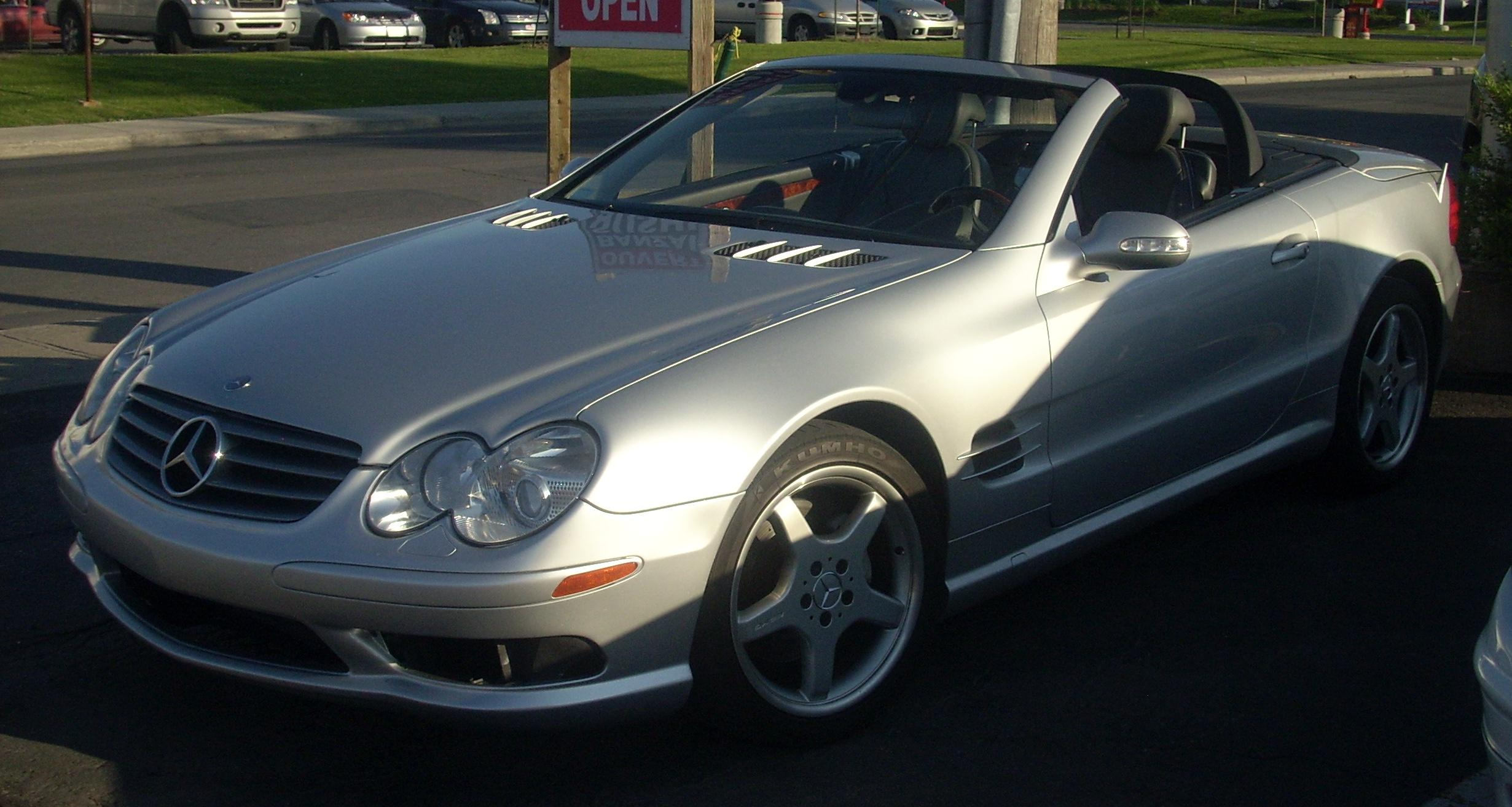
SL
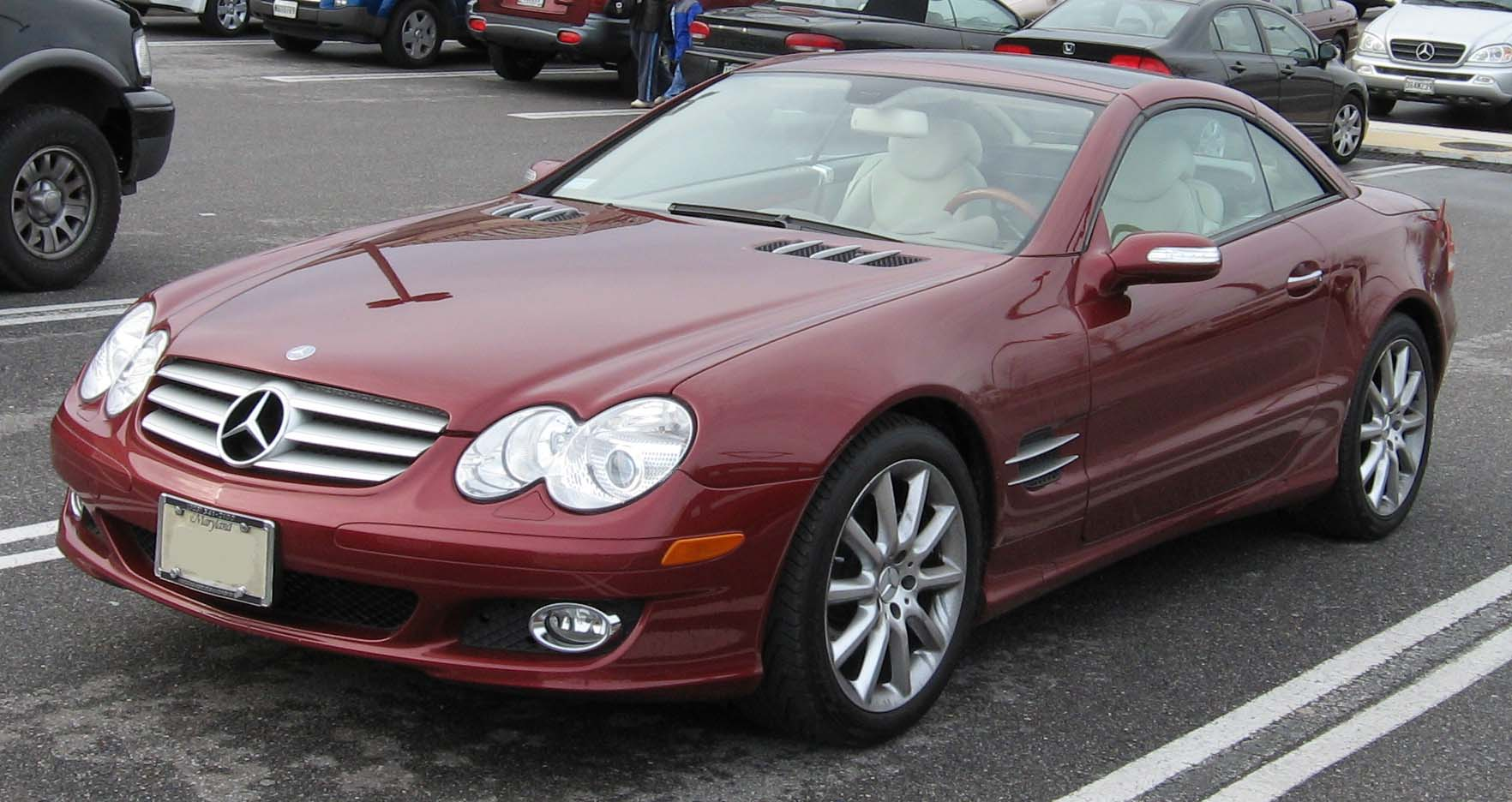
SL Phase II
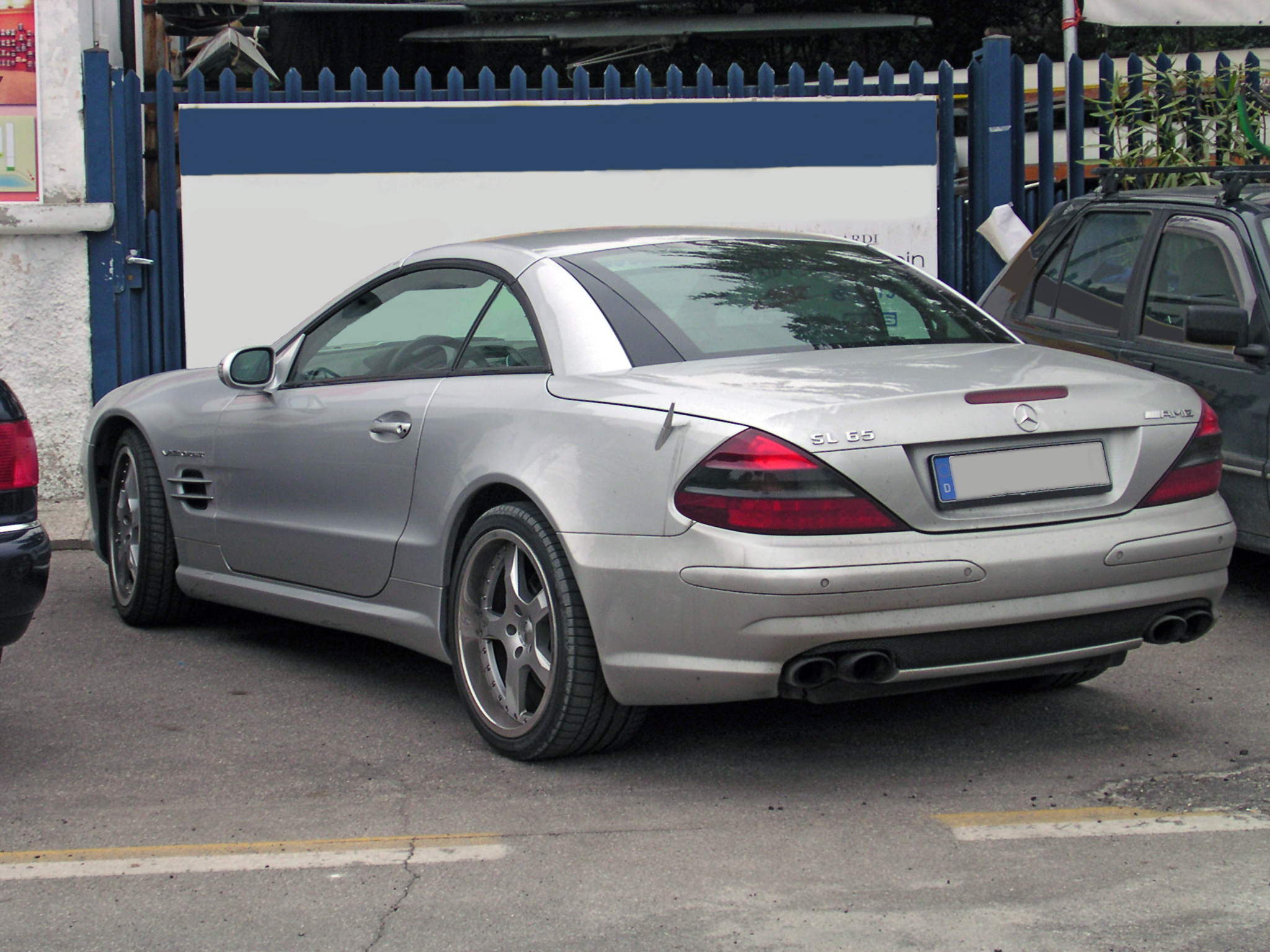
SL 65 AMG

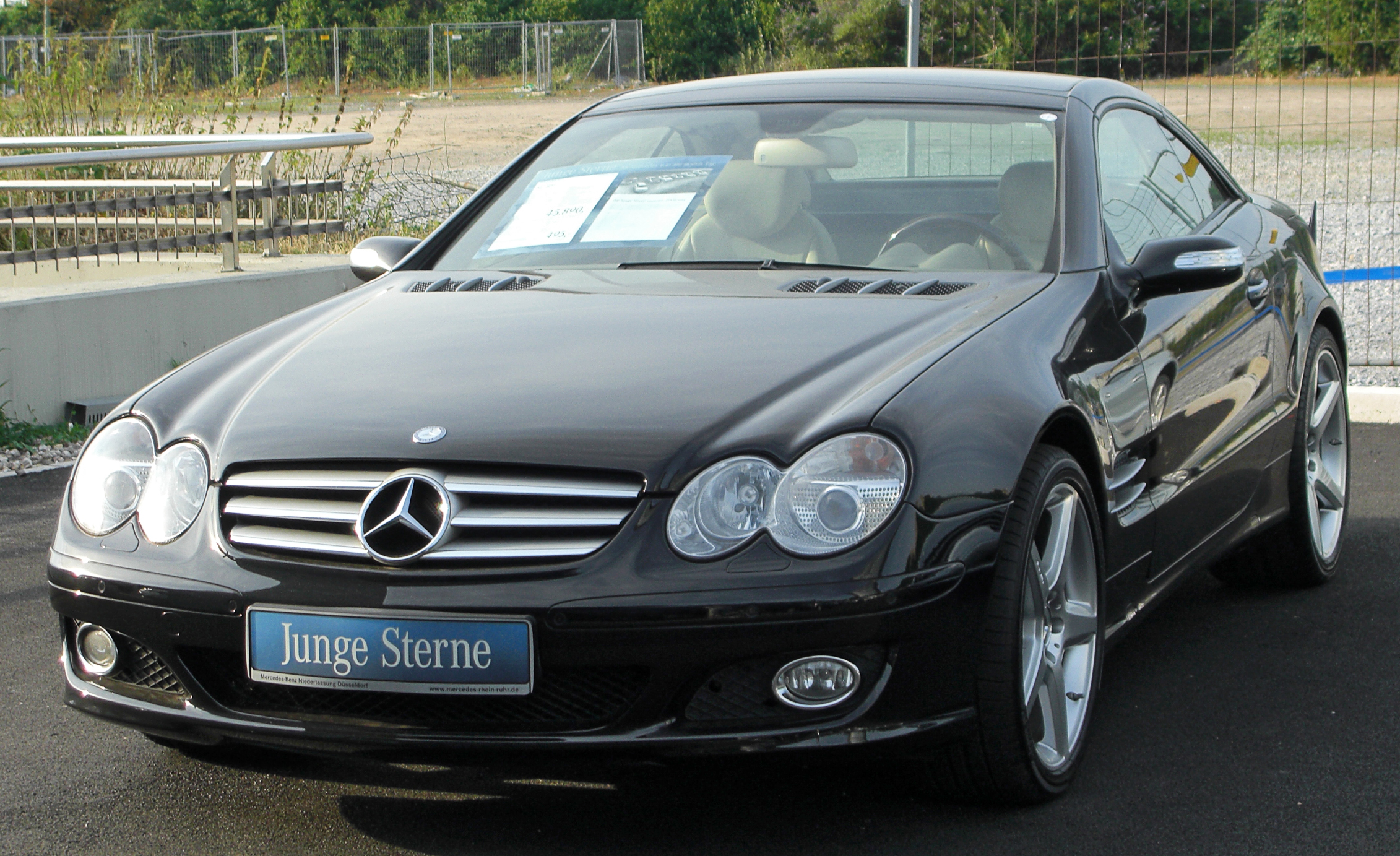
SL Phase II
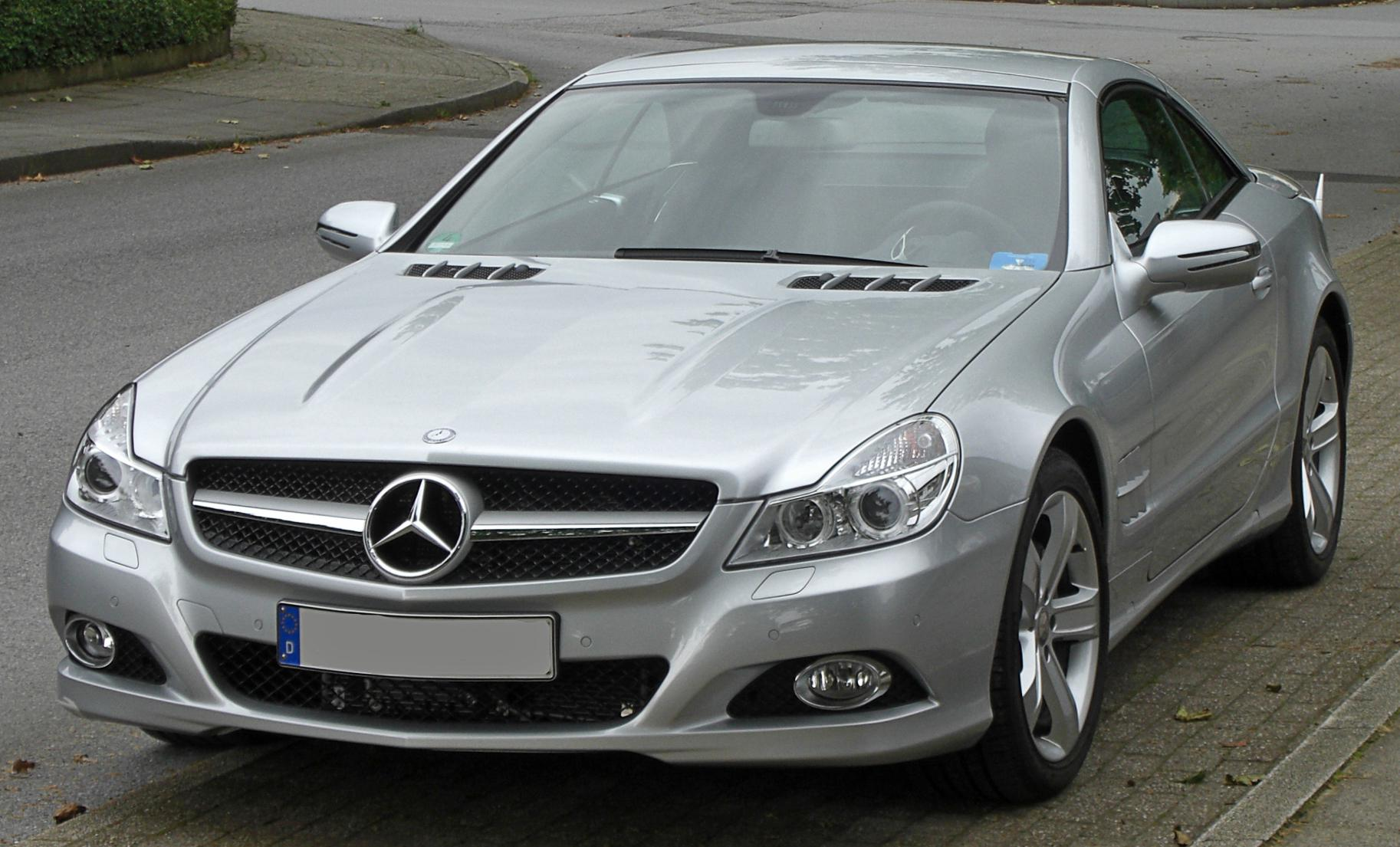
SL Phase III
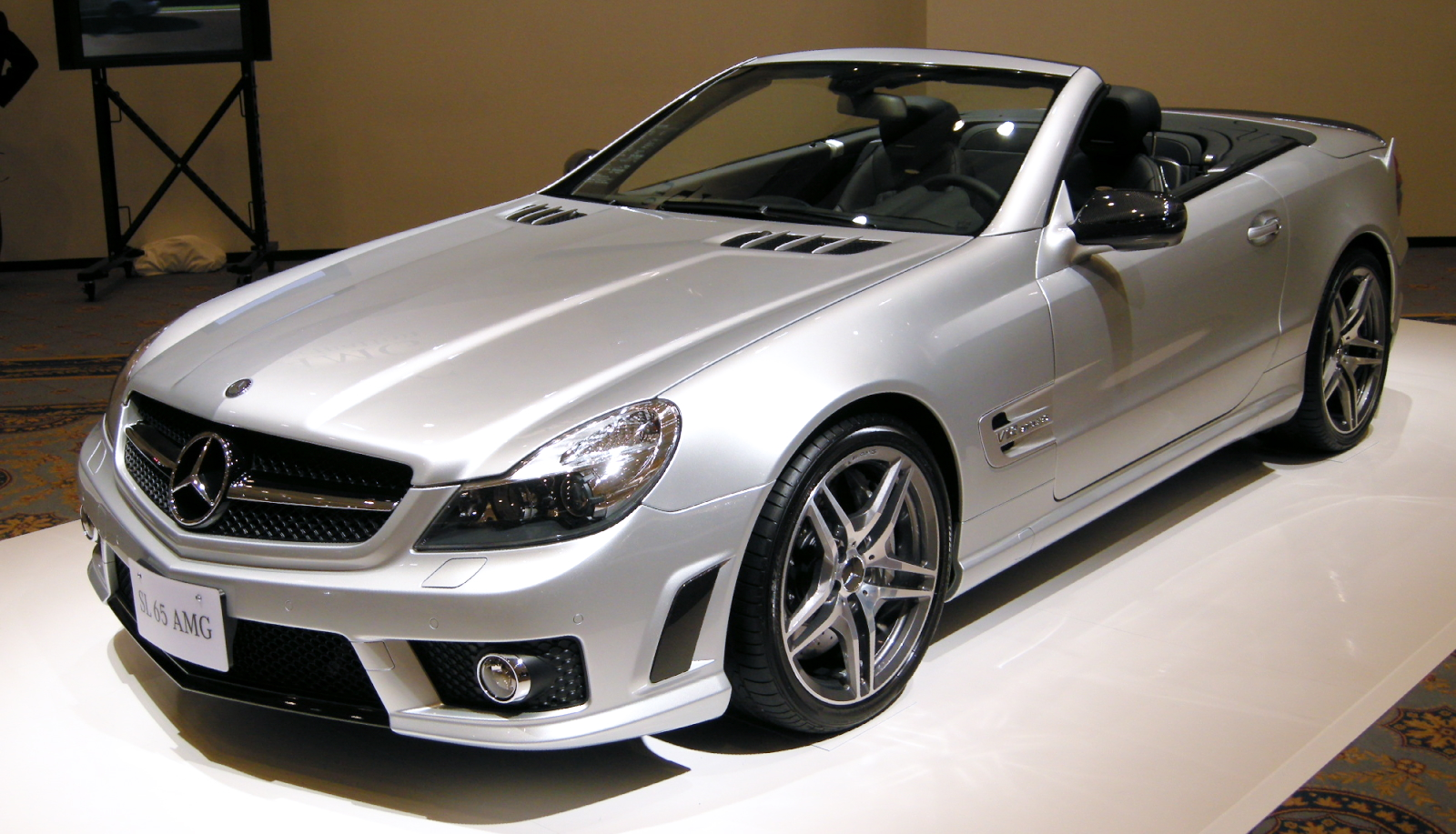
SL 65 AMG Phase III

## Mercedes-Benz Classe SL R231(2012-2021)
La sixième génération de la SL sous le nom de code R231, sortie en 2012, remplace la SL R230. Ce véhicule a été présenté le 15 décembre 2011. Elle a été présentée officiellement au Salon de Détroit en janvier 2012 et a été commercialisée le 31 mars 2012 sur le marché européen. Le prix de base est de 93 534 € pour les SL 350 BlueEFFICIENCY.
Au Salon de Los Angeles en 2015, la SL R231 a été restylée.

### Gammes
- SL 350 BlueEFFICIENCY : V6 atmosphérique, 3.5L 306 ch, 5,9 s, 250 km/h*, CO2 159 à 176 g/km
- SL 500 BlueEFFICIENCY : V8 bi-turbo, 4.7L 435 ch, 4,6 s, 250 km/h*, CO2 212 g/km
- SL 63 AMG : V8 bi-turbo, 5.5L 537 ch, 4,3 s, 250 ou 300 km/h*, CO2 231 g/km
- SL 65 AMG : V12 bi-turbo, 6.2L 630 ch, 3,8 s, 300 km/h*, CO2 270 g/km

La vitesse maximale est limitée par un système électronique, possibilité de l'enlever lors de l'achat.

## Mercedes-AMG SL R232(2021-...)
La septième génération de la SL est commercialisée à partir de 2022 par Mercedes-AMG, et non Mercedes-Benz.

### Présentation
La Mercedes-AMG SL est présentée officiellement le 28 octobre 2021. Celle-ci remplace la 6e génération de SL et également l’AMG GT Roadster et la Mercedes Classe S Cabriolet.

### Caractéristiques techniques
La SL VII revient à la capote souple en toile et elle est un cabriolet 2+2 avec des places conçues pour des personnes qui mesurent jusqu'à 1,5 m à l'arrière.
Ce modèle dispose d'un écran tactile format portrait mesurant 11,9 pouces et pivotant verticalement afin d'éviter les reflets du soleil. L'instrumentation numérique mesure quant à elle 12,3 pouces et est abritée par une casquette.